# Prunus eremophila
Prunus eremophila är en rosväxtart som beskrevs av Prigge. Prunus eremophila ingår i släktet prunusar, och familjen rosväxter. Inga underarter finns listade i Catalogue of Life.